# جون ويلسون (قاضي كندي)
جون ويلسون هو قاضي كندي، ولد في 5 أغسطس 1776، وتوفي في 26 مايو 1860.